# Eurovision Song Contest 1975
Eurovision Song Contest 1975 blev holdt i Sverige for første gang, eftersom den svenske gruppe ABBA vandt finalen året før med "Waterloo". Tyrkiet debuterede i 1975, men på grund af dette ville Grækenland ikke deltage.[kilde mangler] Frankrig vendte tilbage, ligesom Malta.
Finalen blev vundet af den hollandske sang "Ding-a-dong" med gruppen Teach-In. Holland fik dermed deres fjerde sejr. Det var desuden andet år i træk, at en sang på engelsk vandt. Portugals sang fik politisk betydning, da sangeren dedikerede den til Nellikerevolutionen i Portugal. Den kom derefter til at symbolisere folkets kamp mod 40 års diktatur.[kilde mangler]
Eurovision Song Contest 1975 er i øvrigt bemærkelsesværdig pga. introduktionen af nyt pointsystem, hvor hvert land tildelte den bedste sang 12 points, den næstbedste 10, og dernæst 8-7-6-5-4-3-2-1. Dette system har været anvendt lige siden.

## Deltagere og resultater
| Land (Sprog)   | Solist                     | Sang (Uofficiel oversættelse)   | Plads. | Point |
| -------------- | -------------------------- | ------------------------------- | ------ | ----- |
| Holland        | Teach-In                   | Ding-a-dong                     | 1      | 152   |
| Irland         | The Swarbriggs             | That's what friends are for     | 9      | 68    |
| Frankrig       | Nicole Rieu                | Et bonjour à toi l'artiste      | 4      | 94    |
| Vesttyskland   | Joy Fleming                | Ein Lied kann eine Brücke sein  | 17     | 15    |
| Luxembourg     | Géraldine                  | Toi                             | 5      | 84    |
| Norge          | Ellen Nikolajsen           | You touched my life with summer | 18     | 11    |
| Schweiz        | Simone Drexel              | Mikado                          | 6      | 77    |
| Jugoslavien    | Pepel In Kri               | Dan ljubezni                    | 13     | 22    |
| Storbritannien | The Shadows                | Let me be the one               | 2      | 138   |
| Malta          | Renato                     | Singing this song               | 12     | 32    |
| Belgien        | Ann Christy                | Gelukkig zijn                   | 15     | 17    |
| Israel         | Shlomo Artzi               | At ve'ani                       | 11     | 40    |
| Tyrkiet        | Semiha Yanki               | Seninle bir dakika              | 19     | 3     |
| Monaco         | Sophie                     | Une chanson c'est une lettre    | 13     | 22    |
| Finland        | Pihasoittajat              | Old man fiddle                  | 7      | 74    |
| Portugal       | Duarte Mendes              | Madrugada                       | 16     | 16    |
| Spanien        | Sergio y Estíbaliz         | Tú volverás                     | 10     | 53    |
| Sverige        | Lars Berghagen & the Dolls | Jennie, Jennie                  | 8      | 72    |
| Italien        | Wess & Dori Ghezzi         | Era                             | 3      | 115   |